# Victor Kiplangat
Victor Kiplangat (* 10. November 1999 im Distrikt Kapchorwa, heute Distrikt Kween) ist ein ugandischer Langstreckenläufer. 2017 wurde er Weltmeister im Berglauf. 2023 feierte er mit dem Gewinn der Goldmedaille im Marathonlauf bei den Weltmeisterschaften in Budapest seinen größten sportlichen Erfolg.

## Leben
Victor Kiplangat wuchs im Dort Kween, im östlich in Uganda gelegenem Distrikt Kapchorwa auf. Inspiriert mit dem Laufen anzufangen, haben ihn die internationalen Leistungen seiner Landsleute Stephen Kiprotich und Moses Ndiema Kipsiro. Nach Anfängen im Sprintbereich, wechselte er schon bald zu den Langstreckenläufen, wobei er neben der Bahn und auf der Crossstrecke, abwechselnd auch im Berglauf antrat.

## Sportliche Laufbahn
Victor Kiplangat lebt und trainiert seit 2016 in Italien. Im Juli nahm er über 5000 Meter an den U20-Weltmeisterschaften in Polen teil, bei denen er den 14. Platz belegte. 2017 trat er im März in seiner ugandischen Heimat bei den Crosslauf-Weltmeisterschaften in Kampala im U20-Rennen an, in dem er den 19. Platz belegte. Im Mai lief er in Bukarest seinen ersten Halbmarathon, den er mit 1:03:21 h auf dem sechsten Platz beendete. Zwei Monate später trat er bei den Berglauf-Weltmeisterschaften, die in der Toskana stattfanden, an. Der Wettkampf verlief über insgesamt 13 Kilometer, wobei insgesamt 860 Höhenmeter zu überwinden waren. Im Ziel setzte sich Kiplangat gegen seine Landsleute Joel Ayeko und Fred Musobo, den Weltmeister von 2015, durch und krönte sich seinerseits zum Weltmeister im Berglauf. 2018 nahm er über 10.000 Meter an U20-Weltmeisterschaften in Tampere teil, bei denen er mit 28:42,77 min den sechsten Platz belegte. Im September trat er zur Titelverteidigung bei den Berglauf-Weltmeisterschaften in Andorra an. Den Wettkampf beendete er nach 12 Kilometern und 1030 überwundenen Höhenmetern auf dem Bronzerang. Erneut belegten die drei Medaillenränge bei den Männern einzig Athleten aus Uganda.
2019 verbesserte sich Kiplangat beim Halbmarathon von Lille auf eine Zeit von 1:00:16 h, mit der er den vierten Platz belegen konnte. Ein Jahr später trat er im November bei den Halbmarathon-Weltmeisterschaften im polnischen Gdynia an, bei denen er mit einer Zeit von 1:00:29 h den 16. Platz belegte. Zusammen mit seinen Teamkollegen Jacob Kiplimo und Joshua Cheptegei gewann er die Bronzemedaille in der Teamwertung. Im November steigerte sich Kiplangat beim Halbmarathon von Neu-Delhi auf 59:26 min. 2021 gewann Kiplangat den Istanbul-Marathon in 2:10:18 h. 2022 belegte Kiplangat beim Hamburg-Marathon in 2:05:09 h den vierten Platz. Ende Juli gewann er den Marathonlauf bei den Commonwealth Games in Birmingham.
2023 siegte Kiplangat bei den Weltmeisterschaften in Budapest im Marathonlauf in einer Zeit von 2:08:53 h.

## Wichtige Wettbewerbe
| Jahr               | Veranstaltung                    | Ort                | Platz              | Disziplin          | Zeit               |
| Startet für Uganda | Startet für Uganda               | Startet für Uganda | Startet für Uganda | Startet für Uganda | Startet für Uganda |
| ------------------ | -------------------------------- | ------------------ | ------------------ | ------------------ | ------------------ |
| 2016               | U20-Weltmeisterschaften          | Bydgoszcz          | 19.                | 5000 m             | 14:21,22 min       |
| 2017               | Crosslauf-Weltmeisterschaften    | Kampala            | 19.                | U20-Rennen (8 km)  | 24:29 min          |
| 2017               | Berglauf-Weltmeisterschaften     | Premana            | 1.                 | Berglauf (13 km)   | 52:31 min          |
| 2018               | U20-Weltmeisterschaften          | Tampere            | 6.                 | 10.000 m           | 28:42,77 min       |
| 2018               | Berglauf-Weltmeisterschaften     | Canillo            | 3.                 | Berglauf (12 km)   | 55:54 min          |
| 2020               | Halbmarathon-Weltmeisterschaften | Gdynia             | 16.                | Halbmarathon       | 1:00:29 h          |
| 2022               | Commonwealth Games               | Birmingham         | 1.                 | Marathon           | 2:10:55 h          |
| 2023               | Weltmeisterschaften              | Budapest           | 1.                 | Marathon           | 2:08:53 h          |

## Persönliche Bestleistungen
Freiluft
- 3000 m: 8:11,69 min, 29. April 2017, Firenze
- 5000 m: 14:01,58 min, 29. August 2017, Rovereto
- 10.000 m: 28:16,40 min, 7. Oktober 2020, Valencia
- Halbmarathon: 59:26 min, 29. November 2020, Neu-Delhi
- Marathon: 2:05:09 h, 24. April 2022, Hamburg